# Нови ди Модена
Нови ди Модена (итал. Novi di Modena) је насеље у Италији у округу Модена, региону Емилија-Ромања.
Према процени из 2011. у насељу је живело 5679 становника. Насеље се налази на надморској висини од 21 м.

## Становништво
Према резултатима пописа становништва 2011. у општини је живело 10.972 становника.
| 1931.  | 1936.  | 1951.  | 1961. | 1971. | 1981. | 1991.  | 2001.  | 2011.  |
| ------ | ------ | ------ | ----- | ----- | ----- | ------ | ------ | ------ |
| 10.270 | 10.472 | 10.592 | 9.581 | 9.163 | 9.852 | 10.086 | 10.427 | 10.972 |